# Mastrus pilifrons
Mastrus pilifrons är en stekelart som först beskrevs av Léon Abel Provancher 1879.  Mastrus pilifrons ingår i släktet Mastrus och familjen brokparasitsteklar. Inga underarter finns listade i Catalogue of Life.